# Gauliga Westfalen
De Gauliga Westfalen was een van de zestien Gauliga's die in 1933 werd opgericht na de machtsgreep van de NSDAP in 1933. De overkoepelende voetbalbonden van de regionale kampioenschappen werden afgeschaft en zestien Gauliga's namen de plaats in van de voorheen ontelbare hoogste klassen. In de Gauliga Westfalen speelden teams uit Westfalen en Lippe.
De Gauliga werd gedomineerd door Schalke 04 dat alle kampioenschappen won. In de Duitse eindronde om de landstitel bereikte Schalke acht keer de finale en won deze zes keer.

## Erelijst
| Seizoen | Kampioen      | Vicekampioen            |
| 1933-34 | FC Schalke 04 | SV Höntrop              |
| 1934-35 | FC Schalke 04 | SV Höntrop              |
| 1935-36 | FC Schalke 04 | SV Germania Bochum      |
| 1936-37 | FC Schalke 04 | Westfalia Herne         |
| 1937-38 | FC Schalke 04 | Borussia Dortmund       |
| 1938-39 | FC Schalke 04 | VfL Bochum              |
| 1939-40 | FC Schalke 04 | Arminia Bielefeld       |
| 1940-41 | FC Schalke 04 | Gelsenguß Gelsenkirchen |
| 1941-42 | FC Schalke 04 | Borussia Dortmund       |
| 1942-43 | FC Schalke 04 | VfL Altenbögge          |
| 1943-44 | FC Schalke 04 | VfL Altenbögge          |

## Eeuwige ranglijst
| Club                            | /11 |
| ------------------------------- | --- |
| FC Schalke 04                   | 11  |
| Westfalia Herne                 | 10  |
| BV Borussia Dortmund            | 8   |
| SpVgg Herten                    | 7   |
| SpVgg Röhlinghausen             | 7   |
| SV Höntrop                      | 6   |
| SC Preußen Münster              | 6   |
| DSC Arminia Bielefeld           | 6   |
| SuS Hüsten 09                   | 5   |
| SV Germania 06 Bochum           | 5   |
| SV Arminia 08 Marten            | 5   |
| VfL 1848 Bochum                 | 5   |
| SV Alemannia 1911 Gelsenkirchen | 5   |
| Deutscher SC Hagen              | 3   |

| Club                            | /11 |
| ------------------------------- | --- |
| VfL Altenbögge                  | 3   |
| VfB Bielefeld                   | 3   |
| SV Viktoria 1909 Recklinghausen | 2   |
| 1. Recklinghäuser SpV Union 05  | 2   |
| TuS Bochum 08                   | 2   |
| Erler SV 08                     | 2   |
| SV 1912 Rotthausen              | 2   |
| Sportfreunde 95 Duisburg        | 1   |
| SV Union 1910 Gelsenkirchen     | 1   |
| STV Horst-Emscher               | 1   |
| SpVgg Erkenschick               | 1   |
| VfB Alemannia Dortmund          | 1   |
| KSG VfL 1848/Preußen Bochum     | 1   |
| KSG VfB/Arminia Bielefeld       | 1   |

1933/34 · 1934/35 · 1935/36 · 1936/37 · 1937/38 · 1938/39 · 1939/40 · 1940/41 · 1941/42 · 1942/43 · 1943/44 · 1944/45
Originele Gauliga's: Baden · Bayern · Berlin-Brandenburg · Hessen · Mitte · Mittelrhein · Niederrhein · Niedersachsen · Nordmark · Ostpreußen · Pommern · Sachsen · Schlesien · Südwest-Mainhessen · Westfalen · Württemberg

Gauliga's na 1939: Hamburg · Hessen-Nassau · Köln-Aachen · Kurhessen · Mecklenburg · Moselland · Niederschlesien · Oberschlesien · Osthannover · Schleswig-Holstein · Südhannover-Braunschweig · Weser-Ems · Westmark

Gauliga's in bezette gebieden: Böhmen und Mähren · Danzig-Westpreußen · Elsaß · Generalgouvernement · Sudetenland · Ostmark · Wartheland